# Subiaco Oval
 (avril 2025).
Si vous disposez d'ouvrages ou d'articles de référence ou si vous connaissez des sites web de qualité traitant du thème abordé ici, merci de compléter l'article en donnant les références utiles à sa vérifiabilité et en les liant à la section « Notes et références ».
Le Subiaco Oval, surnommé le Subi, est un stade situé à Subiaco (en), dans la banlieue de Perth, en Australie. Il a été inauguré en 1908. Des retouches ou des rénovations ont été faites en 1969, en 1981, en 1995, également en 1997, et dernièrement en 1999, sous l'égide du gouvernement de l'État d'Australie-Occidentale qui en est le propriétaire. Actuellement, sa capacité est de 43 922 places assises. Il est actuellement connu sous le nom Patersons Stadium en raison d'un parrainage.

## Équipes résidentes et sports pratiqués
Il accueille principalement les matchs de football australien des West Coast Eagles et du Fremantle Football Club, deux équipes de l'Australie occidentale appartenant à l'Australian Football League. 

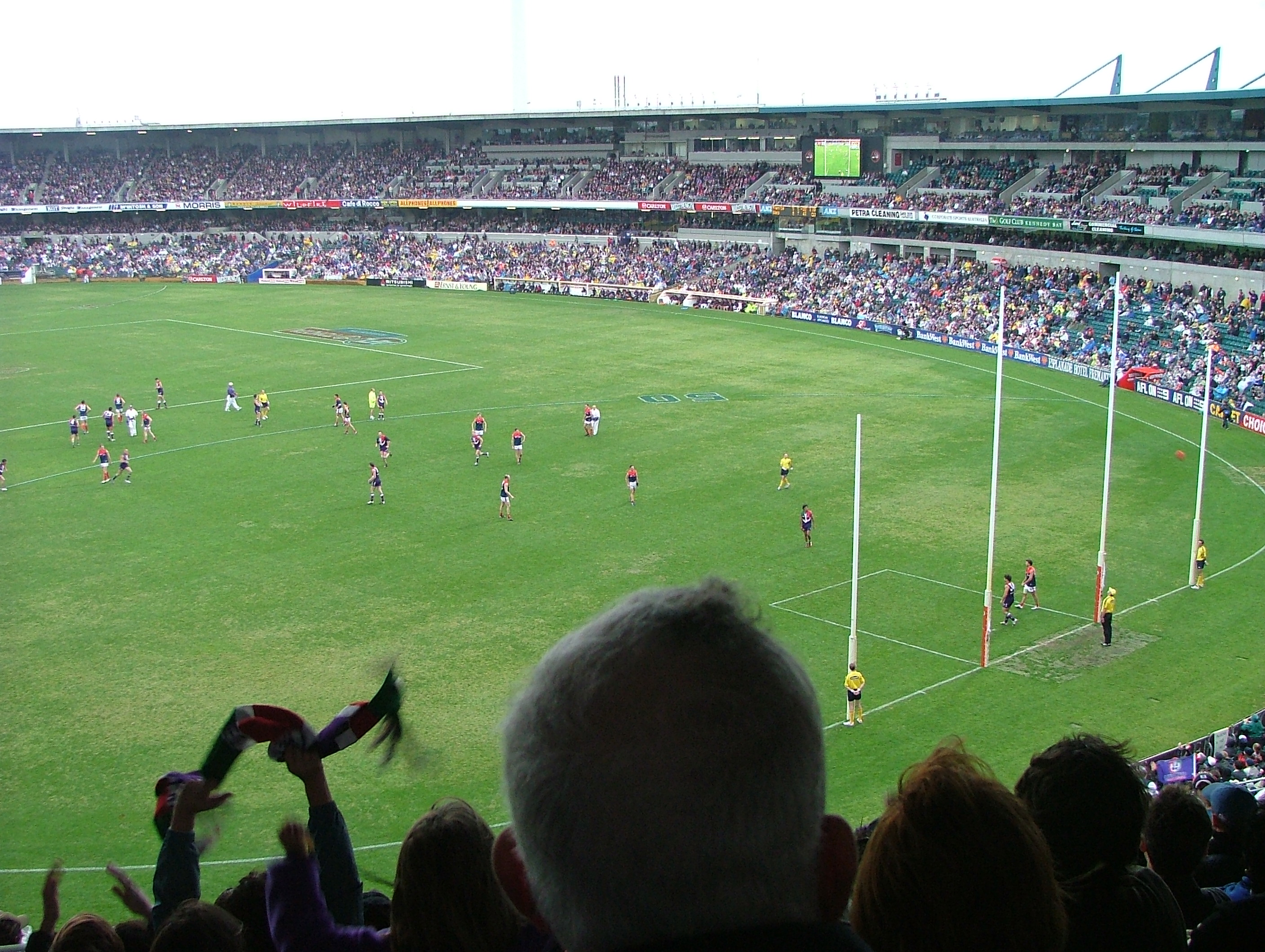
Le Subiaco Oval.

 Le terrain est occasionnellement utilisé pour des rencontres de West Australian Football League, ligue locale semi-professionnelle de football australien. 
Le stade a aussi accueilli des grandes finales du championnat national de football (la National Soccer League devenue A-League), des parties de international rules, sorte de compromis entre le football gaélique et le football australien, et parfois des concerts de rock (U2, Led Zeppelin, Paul McCartney, Pearl Jam, Elton John, Robbie Williams et Adele, entre autres, s'y sont produits). 
C'est enfin un terrain de rugby à XV : l'équipe de Perth de Super 14, la Western Force, y joue ses matches à domicile depuis 2006 et depuis 1998 l'Australie y joue des test matchs. Le Subiaco Oval a organisé cinq rencontres de la Coupe du monde de rugby 2003, dont Angleterre-Afrique du Sud qui se joua à guichets fermés.

## Évènements
- Coupe du monde de rugby à XV 2003